# Yo estuve ahí...nosotros también (parte2)
Yo estuve ahí...nosotros también es el título del primer álbum en vivo de la banda argentina de punk rock Bulldog.

## Descripción
Se trata de un registro del concierto que la banda dio en septiembre de 2005 en el teatro de Buenos Aires. Este show fue grabado y editado en dos partes: la primera publicada en 2005 y la segunda en 2006.
Esta placa destaca la segunda parte de los conciertos que dio la banda punk rock rosarina Bulldog en septiembre de 2005 en el teatro de Buenos Aires. Fue editado a principios de 2006.

## Lista de canciones (parte 2)
1. Circo calesita
2. Algún día
3. Atacado
4. Esto es la guerra
5. El ocaso
6. Falsa identidad, con Fer Rossi de Flema
7. Esa es mi chica
8. RnR, con Felipe Barrozo y Abel Meyer de Intoxicados
9. La estrella del bien y del mal
10. Semillero
11. Verano
12. Solo el muerto... sabe que pasó, con Edu Graziadei bajista de Cadena perpetua
13. Argentina vencerá
14. Vamos a buscar, con Maikel Luna de kapanga
15. A un amigo
16. Sangre combativa
17. Dos de corazón, con Martín Bosa tecladista de Attaque 77
18. Habrá un diablo, habrá un Dios, con Hermann de Mal Momento
19. Noche para festejar, con Luichy Gribaldo de Flema (banda)